# Młodzieżowe Indywidualne Mistrzostwa Polski na Żużlu 1983
Młodzieżowe Indywidualne Mistrzostwa Polski na Żużlu 1983 – zawody żużlowe, mające na celu wyłonienie medalistów młodzieżowych indywidualnych mistrzostw Polski w sezonie 1983. Rozegrano dwa turnieje półfinałowe oraz finał, w którym zwyciężył Piotr Pawlicki.

## Finał
- Gniezno, 26 czerwca 1983
- Sędzia: Aleksander Chmielewski

| Msc. | Zawodnik              | Klub         | Pkt |             |  |
| ---- | --------------------- | ------------ | --- | ----------- |  |
| 1    | Piotr Pawlicki        | Leszno       | 15  | (3,3,3,3,3) |  |
| 2    | Roman Feld            | Grudziądz    | 14  | (3,3,3,2,3) |  |
| 3    | Dariusz Stenka        | Gdańsk       | 12  | (3,2,2,3,2) |  |
| 4    | Ryszard Dołomisiewicz | Bydgoszcz    | 10  | (2,3,3,w,2) |  |
| 5    | Grzegorz Śniegowski   | Toruń        | 10  | (2,2,2,1,3) |  |
| 6    | Wojciech Pankowski    | Gniezno      | 9   | (3,2,2,2,w) |  |
| 7    | Piotr Tomaszewski     | Zielona Góra | 9   | (2,1,3,1,2) |  |
| 8    | Wiesław Sobczak       | Ostrów Wlkp. | 8   | (1,2,1,3,1) |  |
| 9    | Stanisław Miedziński  | Toruń        | 7   | (1,3,d,d,3) |  |
| 10   | Piotr Żyto            | Gdańsk       | 6   | (0,1,d,3,2) |  |
| 11   | Dariusz Brucheiser    | Ostrów Wlkp. | 6   | (0,1,2,2,1) |  |
| 12   | Henryk Piekarski      | Wrocław      | 4   | (0,0,1,2,1) |  |
| 13   | Andrzej Tanaś         | Tarnów       | 4   | (1,1,0,1,1) |  |
| 14   | Andrzej Kosmowski     | Lublin       | 3   | (2,0,1,–,–) |  |
| 15   | Wojciech Załuski      | Opole        | 1   | (1,u,–,–,–) |  |
| 16   | Piotr Steuer          | Rybnik       | 0   | (w,–,–,–,–) |  |
|      | rez. Andrzej Garstka  | Gniezno      | 2   | (2)         |  |
|      | rez. Roman Twardosz   | Gniezno      | 1   | (0,1,0,d)   |  |